# Louis Prosper Desabes
Louis Prosper Desabes est un homme politique français né le 20 juin 1784 à Laon (Aisne) et mort le 18 mars 1863 à Azay-le-Rideau (Indre-et-Loire).

## Biographie
Notaire à Rozoy-sur-Serre, il est conseiller général et député de l'Aisne de 1834 à 1846, siégeant dans l'opposition de gauche, et de 1848 à 1849, siégeant au centre-droit.

## Sources
- « Louis Prosper Desabes », dans Adolphe Robert et Gaston Cougny, Dictionnaire des parlementaires français, Edgar Bourloton, 1889-1891 [détail de l’édition]